# دانشگاه ملی چونام
دانشگاه ملی چونام (CNU) یکی از ده دانشگاه برجسته ملی کره جنوبی است که در گوانگجو، استان جئولا جنوبی واقع شده‌است.
دانشگاه ملی چونام در رتبه‌بندی دانشگاه‌های جهان در CWUR (مرکز رتبه‌بندی دانشگاه‌های جهانی) رتبه ۴۲۰ را در سراسر جهان کسب کرد.
دانشگاه ملی چونام در ۱ ژانویه ۱۹۵۲ از ادغام پنج دانشگاه در استان جئولا جنوبی تأسیس شد. ادغام دوم با دانشگاه ملی یوسو در سال ۲۰۰۶ پردیس جداگانه یوسو-چونام را ایجاد کرد. در سال ۱۹۸۰، اعضای هیئت دانشجویی دانشگاه نقش کلیدی در قیام گوانگجو ایفا کردند.